# Castiglione delle Stiviere

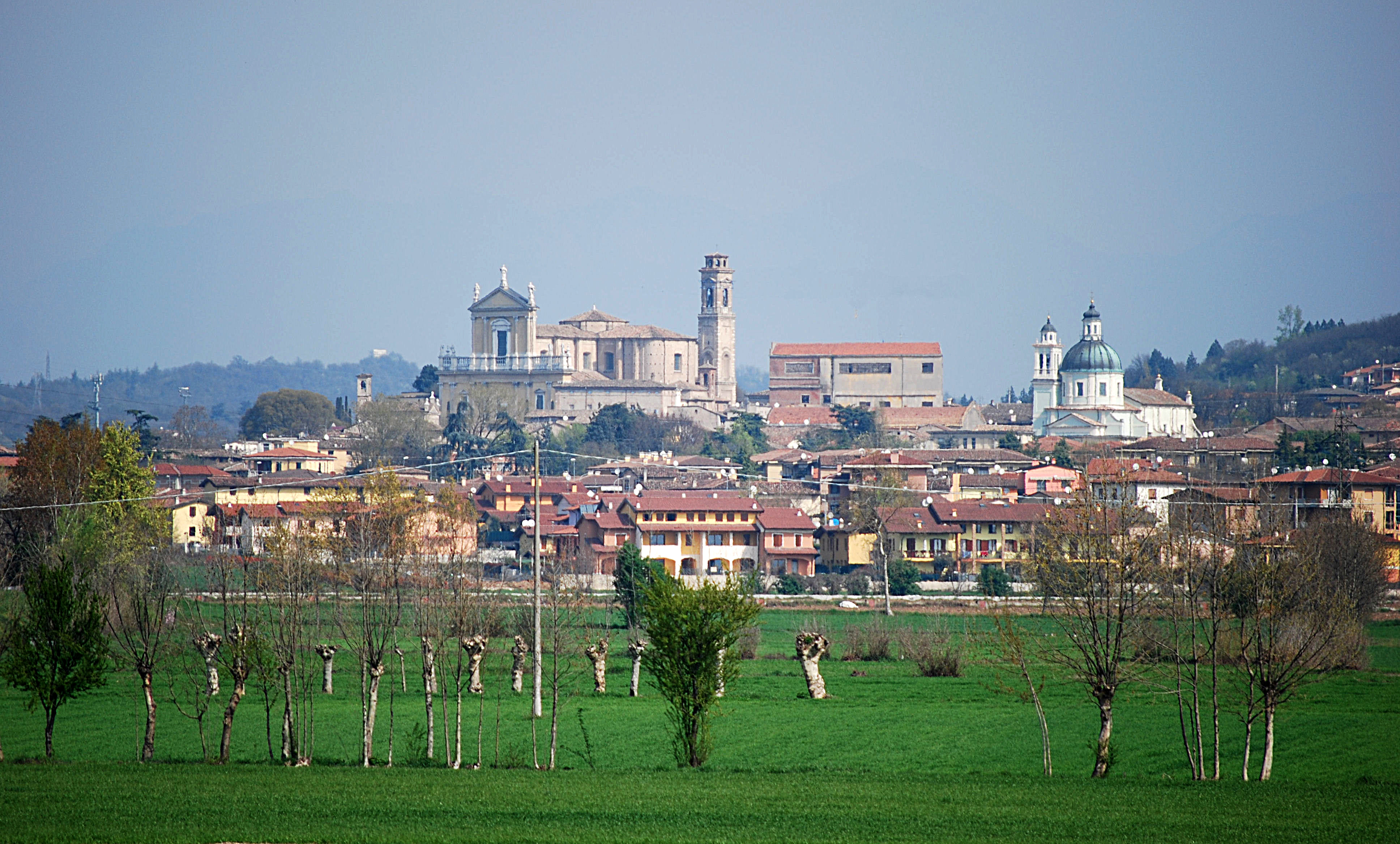

Castiglione delle Stiviere is een gemeente in de Italiaanse provincie Mantua (regio Lombardije) en telt 20.122 inwoners (31-12-2004). De oppervlakte bedraagt 42,1 km², de bevolkingsdichtheid is 439 inwoners per km².
De volgende frazioni maken deel uit van de gemeente: Astore, Barche, Gozzolina, Grole, San Vigilio, Santa Maria.

## Demografie
Castiglione delle Stiviere telt ongeveer 7905 huishoudens. Het aantal inwoners steeg in de periode 1991-2001 met 10,7% volgens cijfers uit de tienjaarlijkse volkstellingen van ISTAT.
| Jaar | Inwoneraantal |
| ---- | ------------- |
| 1991 | 16.647        |
| 2001 | 18.428        |

## Geografie
Castiglione delle Stiviere grenst aan de volgende gemeenten: Calcinato (BS), Carpenedolo (BS), Castel Goffredo, Lonato (BS), Medole, Montichiari (BS), Solferino.

## Bijzonderheden
Castiglione is bekend als de geboorteplaats van de heilige Aloysius van Gonzaga, wiens familie lange tijd over de plaats regeerde. Tot 1773 was het de hoofdstad van het vorstendom Castiglione, dat toen aan Oostenrijk kwam.
In 1796 kwam het tot een treffen tussen Napoleontische en Oostenrijkse troepen in de Slag bij Castiglione.
Ook is hier het Rode Kruis museum gevestigd. Het Rode Kruis is door Henri Dunant opgericht naar aanleiding van de Slag bij Solferino (1859) die plaatsvond bij het nabijgelegen Solferino.

## Geboren
- Aloysius Gonzaga (1568-1591), r.k. heilige
- Cristian Savani (1982), volleybalspeler

Acquanegra sul Chiese · Asola · Bagnolo San Vito · Bigarello · Borgoforte · Borgofranco sul Po · Bozzolo · Canneto sull'Oglio · Carbonara di Po · Casalmoro · Casaloldo · Casalromano · Castel Goffredo · Castel d'Ario · Castelbelforte · Castellucchio · Castiglione delle Stiviere · Cavriana · Ceresara · Commessaggio · Curtatone · Dosolo · Felonica · Gazoldo degli Ippoliti · Gazzuolo · Goito · Gonzaga · Guidizzolo · Magnacavallo · Mantua · Marcaria · Mariana Mantovana · Marmirolo · Medole · Moglia · Monzambano · Motteggiana · Ostiglia · Pegognaga · Pieve di Coriano · Piubega · Poggio Rusco · Pomponesco · Ponti sul Mincio · Porto Mantovano · Quingentole · Quistello · Redondesco · Revere · Rivarolo Mantovano · Rodigo · Roncoferraro · Roverbella · Sabbioneta · San Benedetto Po · San Giacomo delle Segnate · San Giorgio di Mantova · San Giovanni del Dosso · San Martino dall'Argine · Schivenoglia · Sermide · Serravalle a Po · Solferino · Sustinente · Suzzara · Viadana · Villa Poma · Villimpenta · Virgilio · Volta Mantovana
1. ↑  https://demo.istat.it/?l=it.